# Johnny Guitare
Pour les articles homonymes, voir Johnny Guitar (chanson).
Pour plus de détails, voir Fiche technique et Distribution.
Johnny Guitare (Johnny Guitar) est un film américain réalisé par Nicholas Ray, sorti en 1954.
Ce film, parfois considéré comme un des plus beaux du cinéma américain, est entré en 2008 dans le National Film Registry pour être conservé à la Bibliothèque du Congrès  aux États-Unis. Avec sa mise en scène d'un affrontement entre deux femmes, il est considéré comme l'un des plus notables westerns féministes du XXe siècle, des films comme Quarante tueurs (1957) suivront le sillage de personnages de femmes fortes et meneuses.

## Synopsis
Vienna, tenancière d'un casino-saloon qu'elle a habilement fait construire dans une zone désertique prochainement desservie par une ligne de chemin de fer, sait sa fortune faite si elle résiste à la convoitise immobilière des riches éleveurs de la ville proche, et à leur angoisse des trains par lesquels arriveront les agriculteurs qui clôtureront leurs prairies. L'attaque d'une diligence cristallise la haine des notables sur Vienna, emportés par Emma, une riche propriétaire puritaine du village jalouse de l'indépendance et de la réussite de Vienna. Elle accuse Dancing Kid d'avoir tué son frère lors de l'attaque et Vienna d'en être la complice en le protégeant. Johnny Guitar, musicien qui vient d'être embauché par Vienna pour jouer dans son établissement, tente de s'interposer...

## Fiche technique
- Titre : Johnny Guitare
- Titre original : Johnny Guitar
- Réalisation : Nicholas Ray
- Scénario : Philip Yordan, d'après le roman éponyme publié en 1953 par Roy Chanslor (en)
- Musique : Victor Young
- Photographie : Harry Stradling Sr.
- Montage : Richard L. Van Enger
- Direction artistique : James W. Sullivan
- Costumes : Sheila O'Brien
- Production : Nicholas Ray
- Société de production et de distribution : Republic Pictures
- Pays d'origine :  États-Unis
- Langue originale : anglais
- Format : couleurs (Trucolor) - mono
- Genre : drame, western
- Durée : 110 minutes
- Date de sortie : 27 mai 1954
- Affiche : Constantin Belinsky (France)

## Distribution
- Joan Crawford (VF : Lita Recio) : Vienna
- Sterling Hayden (VF : Raymond Loyer) : Johnny  «Guitare» Logan
- Mercedes McCambridge (VF : Claire Guibert) : Emma
- Ward Bond (VF : Pierre Morin) : John McIvers
- Frank Ferguson (VF : Claude Péran) : le marshal Williams
- Scott Brady (VF : Jacques Thébault) : «Dancing Kid»
- Ben Cooper (VF : Philippe Mareuil) : Turkey Ralston
- Ernest Borgnine (VF : Jean Violette) : Bart Lonergan
- Royal Dano (VF : Lucien Bryonne) : Corey
- John Carradine : Old Tom
- Paul Fix (VF : Robert Le Béal) : Eddie
- Robert Osterloh (non crédité) : Sam
- Frank Marlowe (en) (non crédité) : Frank, le barman
- Rhys Williams (VF : Pierre Leproux) : M. Andrews
- Will Wright (VF : Georges Hubert) (non crédité) : Ned, le caissier de la banque
- John Maxwell (non crédité) : Jake, l'employé de la banque
- Ian MacDonald : Pete
- Trevor Bardette (non crédité) : Jenks

## Production

### Contexte du film
Tourné durant l'activité de la commission McCarthy, Johnny Guitare est une parabole sur la situation politique de l’Amérique de l’époque. Nicholas Ray était soupçonné de sympathie pour les communistes mais Howard Hughes son producteur le protégeait efficacement des enquêtes en cours. Ben Maddow était le scénariste de la première version. Le scénario du film est finalement attribué à Philip Yordan par Nicholas Ray pour retravailler entièrement le scénario sur le tournage. En effet, Joan Crawford fait grève, exigeant que son personnage soit le rôle principal, trouvant le scénario mauvais et jalousant sa partenaire Mercedes McCambridge. La présence de deux scénaristes et l'hypothèse que Ben Maddow aurait été non crédité car "blacklisté" à cause de maccarthysme est clarifiée par Ben Maddow qui a indiqué, ayant vu le film terminé, ne pas être l'auteur du scénario de la version finale,.

### Tournage
- Nicholas Ray avait eu une aventure avec Joan Crawford et tenait à la mettre en avant dans un de ses films. Mais, lors du tournage, Ray était tous les soirs complètement démoli par Crawford qui cherchait à le dominer au point que Philip Yordan, pour rassurer et remonter le moral de Ray, lui dit que lorsqu'il aurait terminé le tournage jamais plus il n'aurait à retravailler avec Joan Crawford[6].
- Joan Crawford éprouvait une haine au-delà de toutes proportions pour Mercedes McCambridge : Nicholas Ray a retrouvé un soir Crawford ivre sur le bord d'une route en train de détruire tous les costumes de Mercedes McCambridge qu'elle lacérait au couteau et jetait dans les fourrés[6].
- Sterling Hayden était passé devant la commission McCarthy, où il avait été contraint de reconnaître des activités que l'on qualifierait aujourd'hui de dérisoires. Sterling Hayden n'appréciait pas son interprétation dans le film, ajoutant ironiquement qu'on lui avait donné le rôle car il ne savait ni monter à cheval (il était généralement doublé), ni jouer de la guitare, et qu'il détestait tirer au revolver[6]. Il n'appréciait pas Joan Crawford au point de déclarer que jamais il n'avait vu quelqu'un se comporter de manière aussi vile avec Mercedes McCambridge et qu'il n'y avait pas assez d'argent dans tout Hollywood pour le forcer à tourner de nouveau avec Crawford[6].
- Ward Bond était membre de la Motion Picture Alliance for the Preservation of American Ideals et « l'un des meneurs les plus actifs dans la lutte contre les communistes à Hollywood »[6]. Philip Yordan, le scénariste du film, déclara : « Nous avons joué un bon tour à Ward Bond, qui était, comme vous le savez, un des meneurs du parti fasciste à Hollywood. Nous lui avons fait jouer le rôle du chef de milice, un extrémiste fascisant faisant régner la terreur. Et lui croyait que son personnage était un héros, un bonhomme sympathique. Il n’avait rien compris[7] ! » Cela avait surpris beaucoup de gens que Nicholas Ray le fasse tourner compte tenu du peu de valeurs qu'ils partageaient[réf. nécessaire]. « Voici l'atmosphère de ce film d'amour tourné avec tous ces protagonistes qui se haïssent[6] ! »

### Musique
- Johnny Guitar, chanson du générique

## Accueil critique
- François Truffaut a écrit : « Johnny Guitare […] a été fait sur mesure pour Joan Crawford, comme L'Ange des maudits de Fritz Lang pour Marlene Dietrich. Joan Crawford fut l’une des plus belles femmes de Hollywood ; elle est aujourd’hui hors des limites de la beauté. Elle est devenue irréelle, comme le fantôme d’elle-même. Le blanc a envahi ses yeux, les muscles de son visage. Volonté de fer, visage d’acier (sens à peine figuré). Elle est un phénomène. Elle se virilise en vieillissant. Son jeu crispé, tendu, poussé jusqu'au paroxysme par Nicholas Ray constitue à lui seul un étrange et fascinant spectacle »[8]. Il a également affirmé : « Johnny Guitare est une sorte de remake de La Belle et la Bête dans lequel la Belle serait Sterling Hayden »[9]

## Reconnaissance
D’après certains de ses biographes, James Dean n’oubliait jamais de citer Johnny Guitare parmi ses films favoris et fut particulièrement heureux de pouvoir tourner La Fureur de vivre sous la direction de Nicholas Ray. Passant par la région de Salinas en se rendant à sa dernière course, il avait alors souligné : « C’est ici qu’a été tourné Johnny Guitar ».
Le film est inscrit au National Film Registry en 2008.